# 大野誠 (実業家)
大野 誠（おおの まこと、1975年6月12日 - ）は、日本の実業家。米半導体大手インテルの日本法人代表。東京都出身。慶應義塾大学卒業。2000年にインテル株式会社に入社し、2024年6月より代表取締役社長を務める。

## 略歴
1998年に三菱電機株式会社に入社、半導体事業に従事。その後、2000年にインテル株式会社に入社。営業、製品開発、マーケティング、新規事業開発、経営戦略などの分野で要職を歴任。2024年6月1日付でインテル株式会社の代表取締役社長に就任。現在は、日本におけるインテルの事業責任者として、同社のグローバル戦略「IDM 2.0」や「AI Everywhere」の推進を担っている。

## 現在の活動
代表取締役社長として、インテルが掲げる製造と技術革新に基づく「IDM 2.0」戦略および「AI Everywhere」の推進をリード。公共部門室の設立など、国内での新規事業や戦略的取り組みの強化を図っている。
特に「AIならインテル」というブランドメッセージの浸透を重視し、AI PCの普及促進やパートナー企業との連携を通じて、AIの民主化と市場開拓に取り組んでいる。さらに、日常生活に寄り添う生成AI活用の在り方を模索し、社会全体の生産性と創造性の向上に貢献することを目指している。